# Второй мост тайско-лаосской дружбы

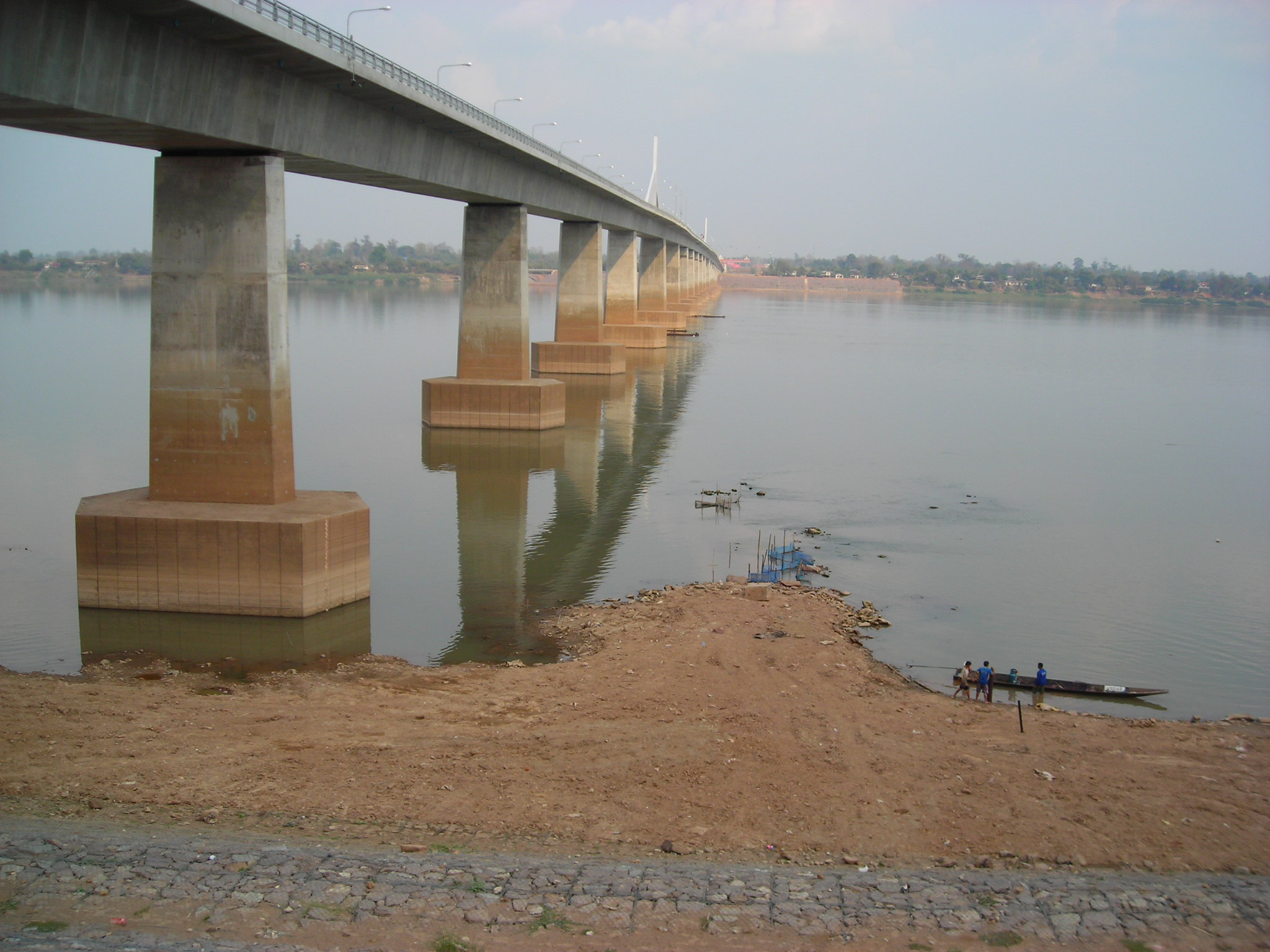
Вид со стороны Таиланда

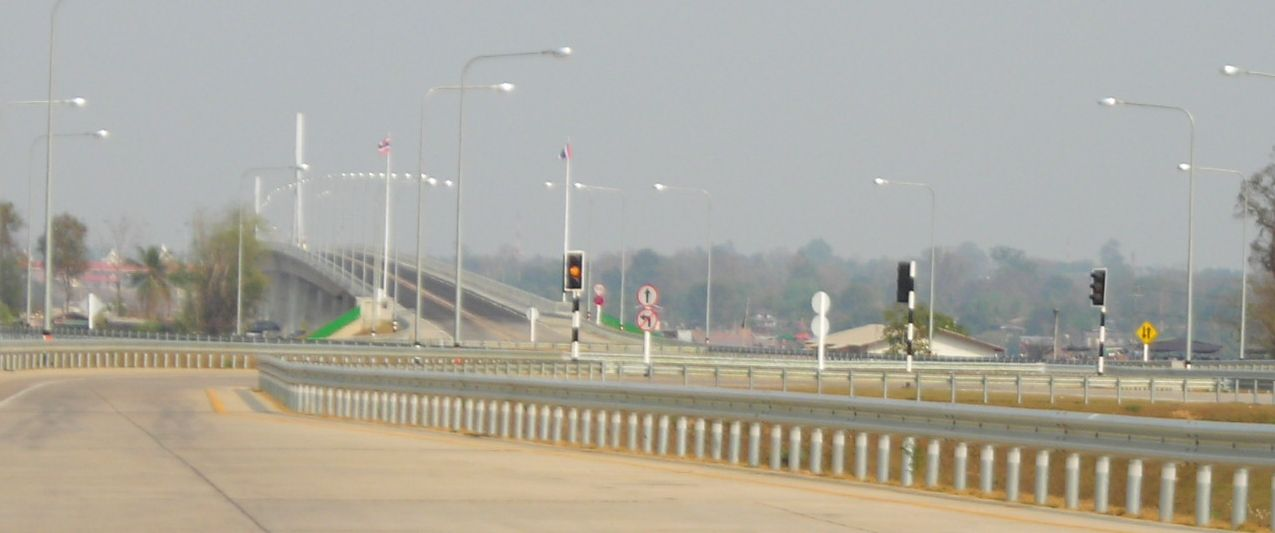
Смена стороны движения

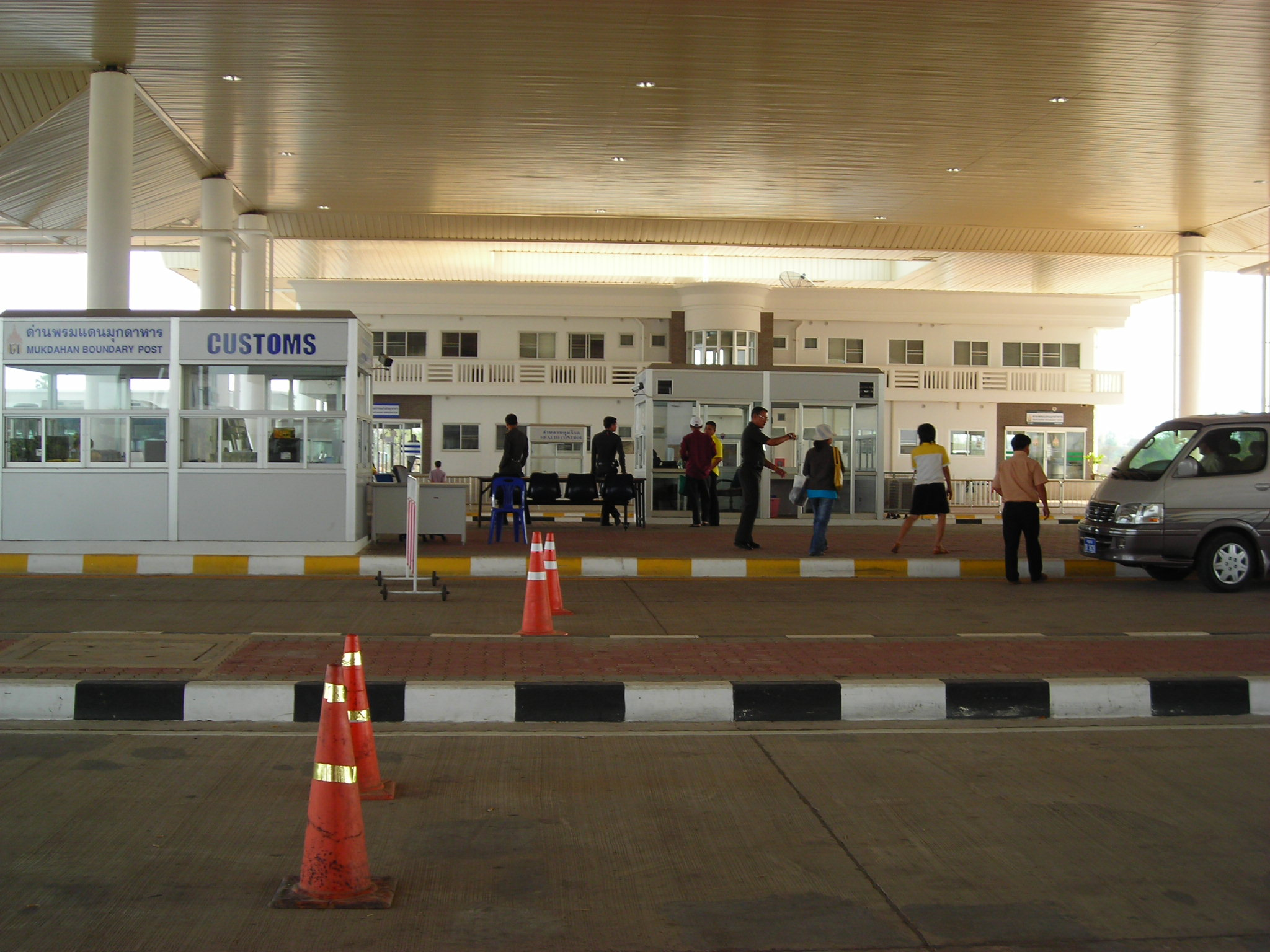
Пункт пропуска с тайской стороны

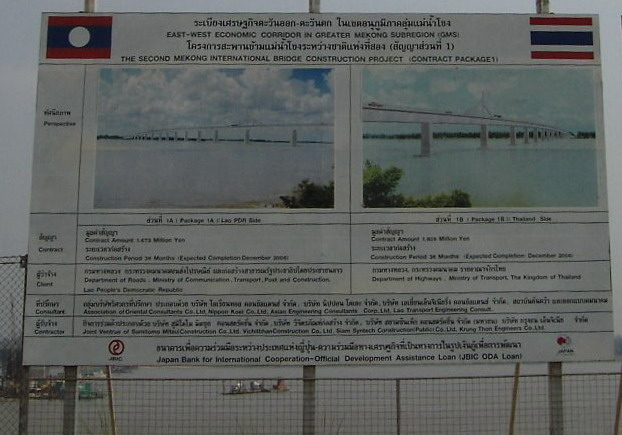
Проект моста во время строительства

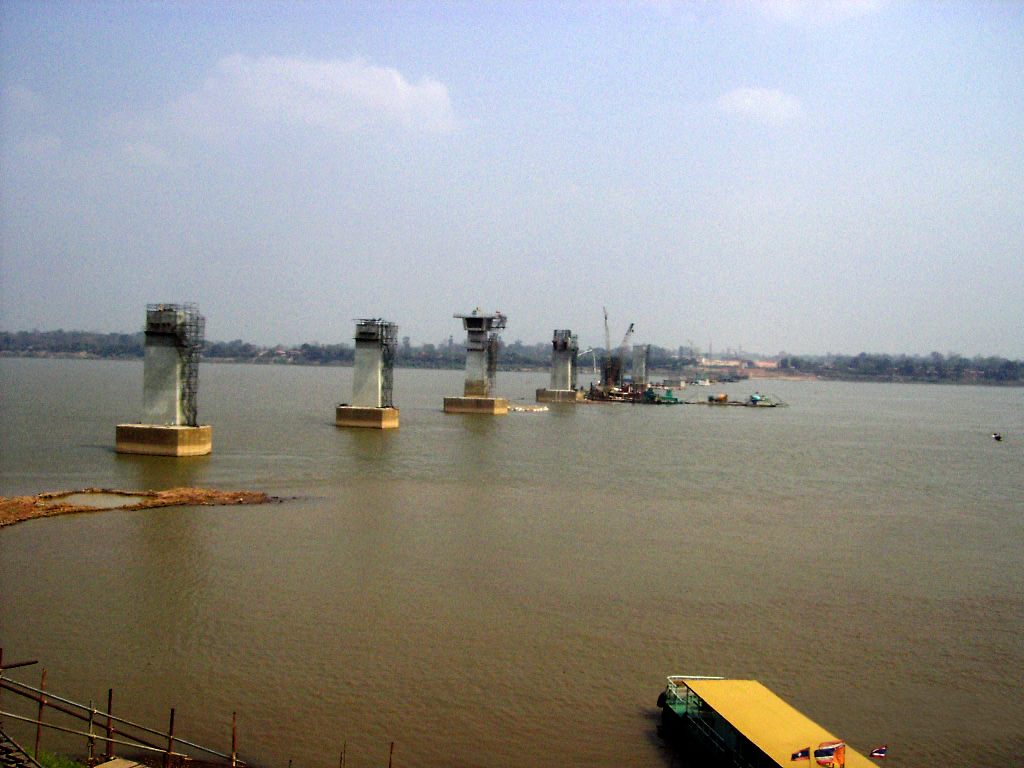
Строительство опор моста

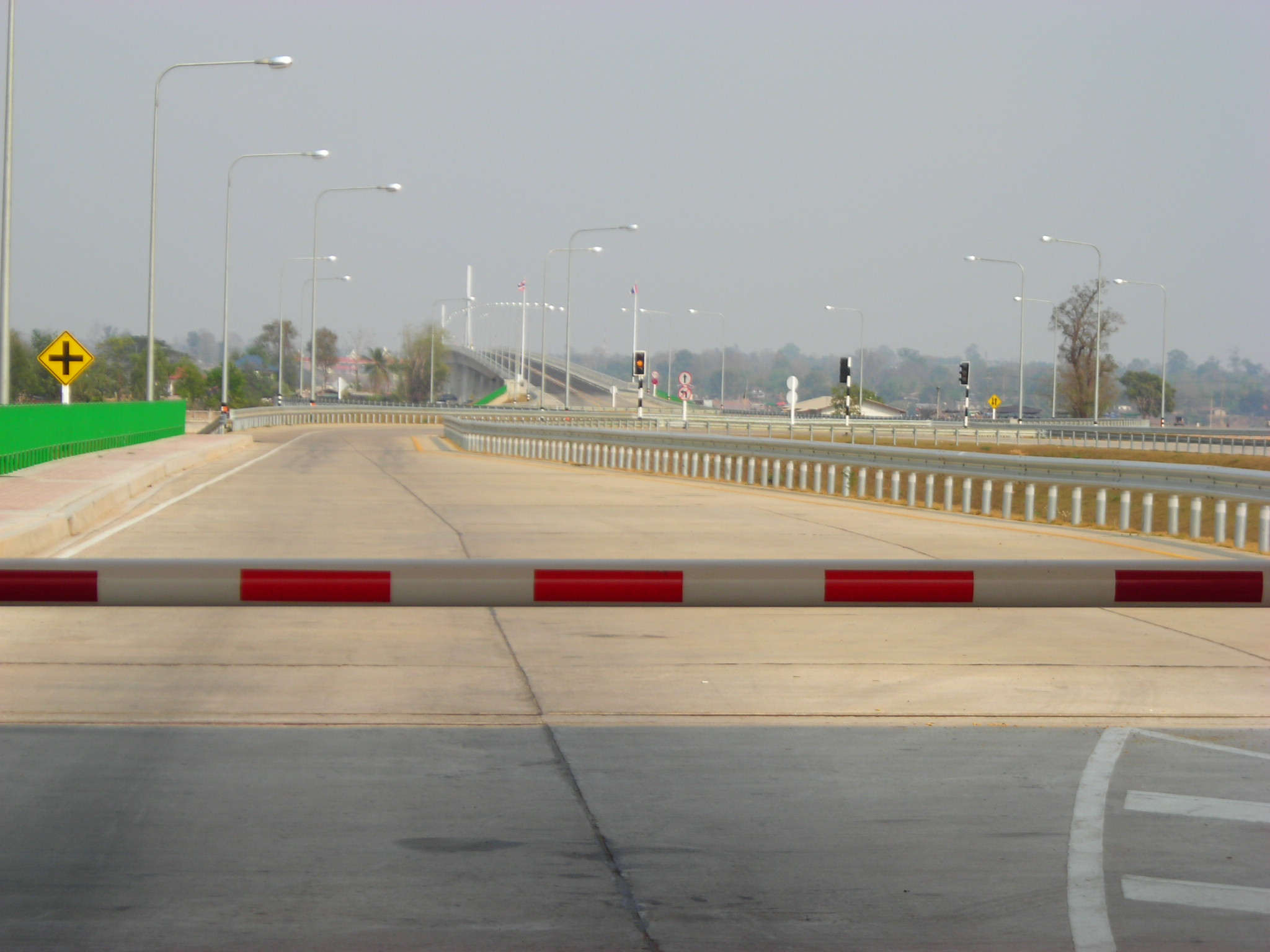
Шлагбаум перед въездом на мост

Второй мост тайско-лаосской дружбы (тайск. สะพานมิตรภาพ ไทย-ลาว แห่งที่ 2, лаос. ຂົວມິດຕະພາບ ລາວ-ໄທ ແຫ່ງທີສອງ) — построен на реке Меконг и соединяет тайскую провинцию Мукдахан и лаосскую провинцию Саваннакхет. Длина моста составляет 1600 метров, а ширина с двумя полосами движения — 12 метров. Движение на мосту переводится направо в Лаосе и налево в Таиланде.

## История

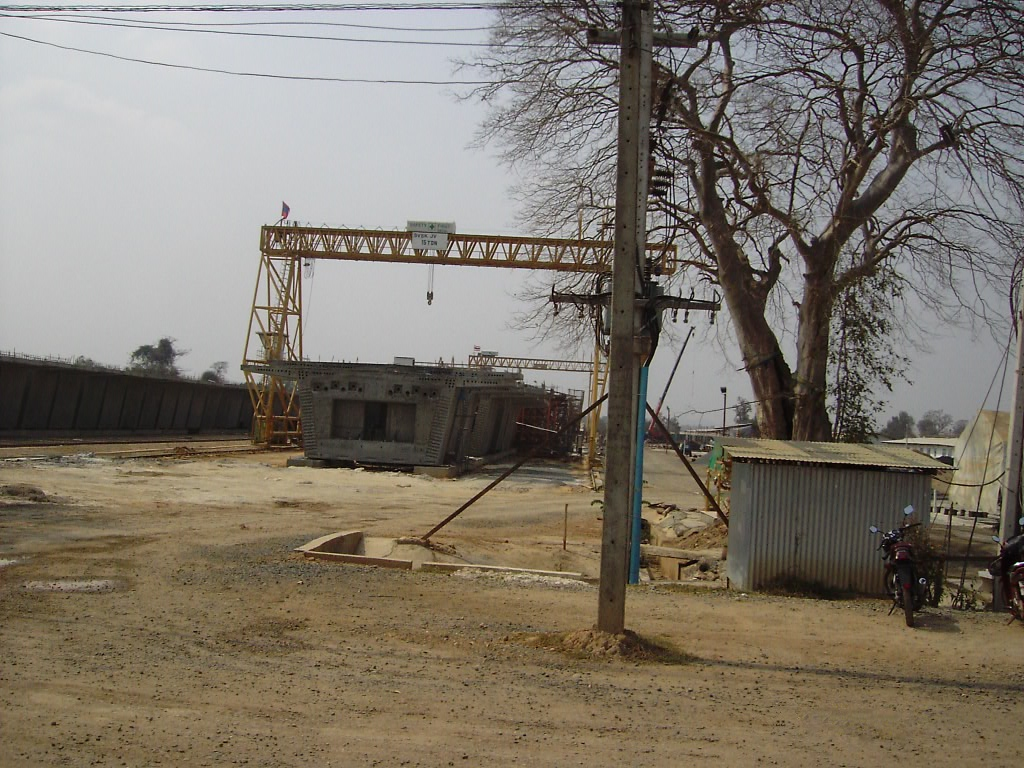
Мост во время строительства

Строительство моста началось 21 марта 2004 года. Опоры и пролёты моста были построены на берегу, затем с помощью крана на пилонах были спущены в реку.
22 июля 2005 года примерно в 4:45 вечера кран, использовавшийся для переброски бетонных плит, вдруг сломался. Один пролёт упал в реку, мгновенно убив главного инженера из Японии 49-летнего Хироси Танаку и двух других японских инженеров, опознанных как Оаноки и Янаси, а также трёх тайцев по имени Прида Муангхот, Синуал Нойпхан и Анон Сампхаоакай и шестерых лаосцев, опознанных как Кео-Оудон Пхонтхита, Кео Ванвисай, Вилавон, Канья, Вингсамай. Кео-Оудон был серьёзно ранен и скончался в больнице. Сильное течение реки смело двух японских инженеров и одного филиппинского инженера, трёх тайских инженеров и работников из Таиланда и Лаоса.
Общая стоимость проекта составляет около 2,5 миллиардов бат, около 7 000 000 долларов США. Проект финансировался в основном из японского кредита.
Официальное открытие моста состоялось 20 декабря 2006 года, а движение по мосту было открыто 9 января 2007 года.